# Le Mariage des bénis

Le Mariage des bénis (عروسی خوبان, Arousi-ye Khouban) est un film de 1989 du réalisateur iranien Mohsen Makhmalbaf.

## Synopsis
Haji, un jeune soldat de la guerre Iran-Irak est incapable de s'adapter à la vie civile après sa sortie de l'hôpital. Il devrait se marier avec sa fiancée qui lui avait été promise avant la guerre.

## Fiche technique
- Titre : Le Mariage des bénis
- Titre original : عروسی خوبان (Arousi-ye Khouban)
- Réalisation : Mohsen Makhmalbaf
- Scénario : Mohsen Makhmalbaf
- Genre : drame
- Pays :  Iran
- Durée : 75 minutes (1 h 15)
- Année de production : 1989

## Distribution
- Mahmud Bigham : Haji
- Roya Nonahali : la fiancée
- Ebrahim Abadi